# DERL1
DERL1 (англ. Derlin 1) – білок, який кодується однойменним геном, розташованим у людей на короткому плечі 8-ї хромосоми. Довжина поліпептидного ланцюга білка становить 251 амінокислот, а молекулярна маса — 28 801.
| 10         |  | 20         |  | 30         |  | 40         |  | 50         |
| ---------- |  | ---------- |  | ---------- |  | ---------- |  | ---------- |
| MSDIGDWFRS |  | IPAITRYWFA |  | ATVAVPLVGK |  | LGLISPAYLF |  | LWPEAFLYRF |
| QIWRPITATF |  | YFPVGPGTGF |  | LYLVNLYFLY |  | QYSTRLETGA |  | FDGRPADYLF |
| MLLFNWICIV |  | ITGLAMDMQL |  | LMIPLIMSVL |  | YVWAQLNRDM |  | IVSFWFGTRF |
| KACYLPWVIL |  | GFNYIIGGSV |  | INELIGNLVG |  | HLYFFLMFRY |  | PMDLGGRNFL |
| STPQFLYRWL |  | PSRRGGVSGF |  | GVPPASMRRA |  | ADQNGGGGRH |  | NWGQGFRLGD |
| Q          |  |            |  |            |  |            |  |            |

A: Аланін

C: Цистеїн

D: Аспарагінова кислота

E: Глутамінова кислота

F: Фенілаланін

G: Гліцин

H: Гістидин

I: Ізолейцин

K: Лізин

L: Лейцин

M: Метіонін

N: Аспарагін

P: Пролін

Q: Глутамін

R: Аргінін

S: Серин

T: Треонін

V: Валін

W: Триптофан

Кодований геном білок за функцією належить до фосфопротеїнів. 
Задіяний у таких біологічних процесах, як взаємодія хазяїн-вірус, транспорт, транспорт білків, відповідь на порушення конформації білку, ацетилювання, альтернативний сплайсинг. 
Локалізований у мембрані, ендоплазматичному ретикулумі.